# Guds moders avsomnandes kyrka, Folegandros
Guds moders avsomnandes kyrka är en grekisk-ortodox kyrkobyggnad belägen på ön Folegandros, i regionen Sydegeiska öarna, i Grekland.
Kyrkan är helgad åt högtiden Guds moders avsomnande, som är östortodoxa kyrkans benämning på Jungfru Marie himmelsfärd.

## Historik
Det finns ingen information när kyrkan byggdes exakt, men det finns en inskription som anger år 1687, då kyrkan ska ha genomgått en renovering. Kyrkan ska också ha ersatt en tidigare kyrka som stod på samma plats.
Kyrkan fick sitt nuvarande utseende efter en ombyggnad som startade 1816 och avslutades 1821.

## Inventarier
- Kyrkans ikonostas är gjord av marmor.[1][2]
- Det finns också en predikstol, något som egentligen aldrig förekommer i östortodoxa kyrkor.[2]

## Bilder

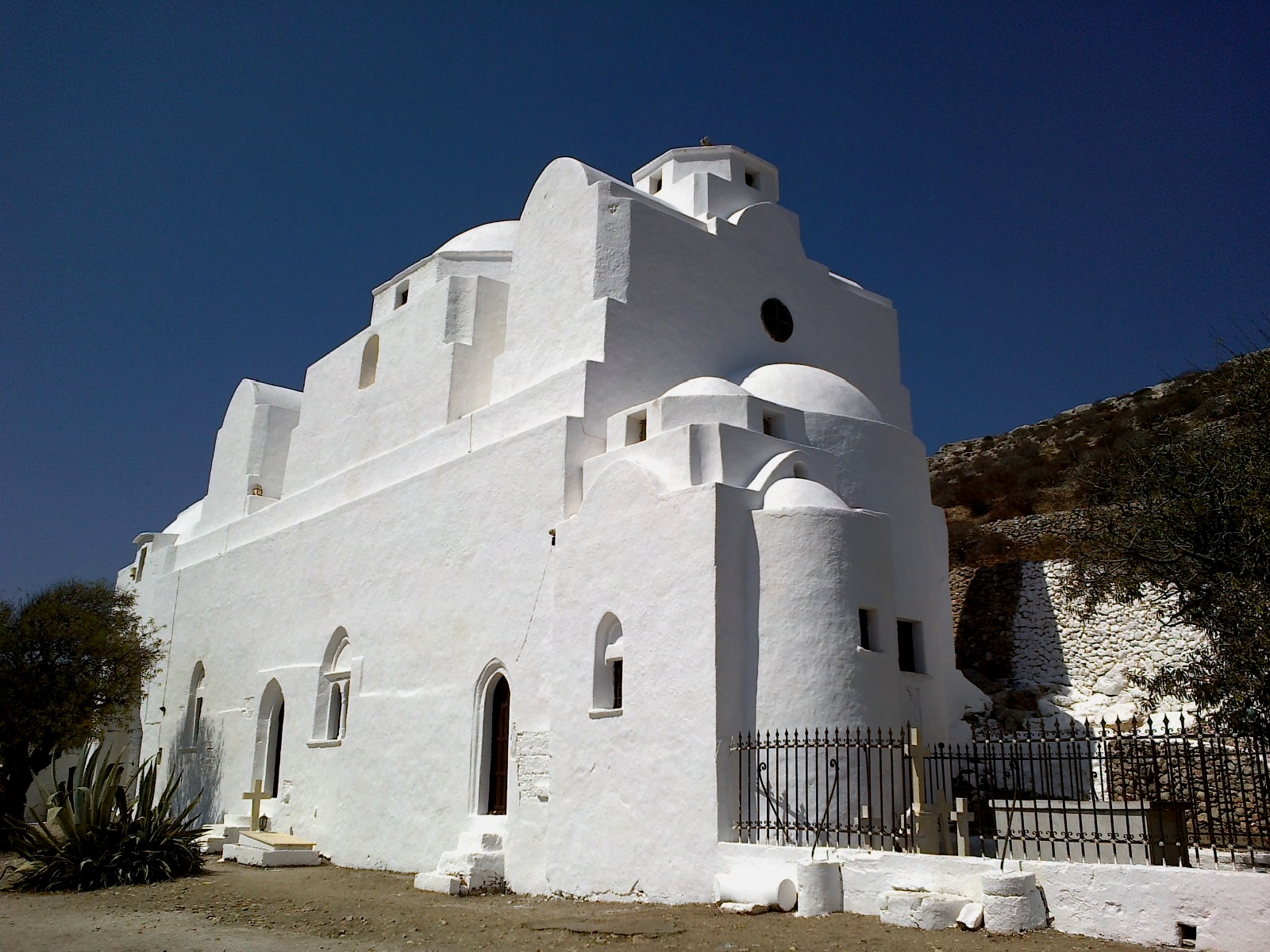
Baksidan.
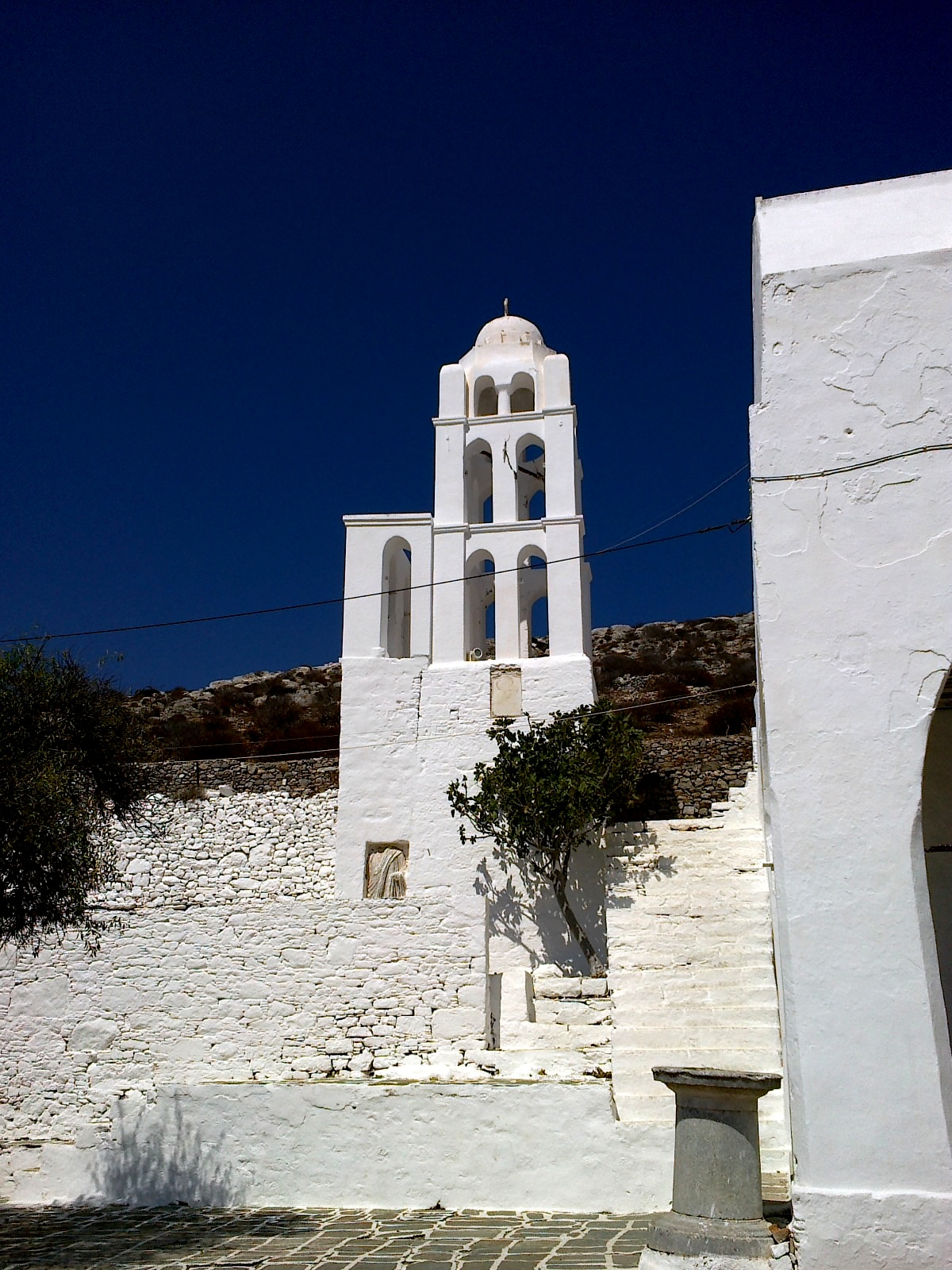
Klockstapeln.
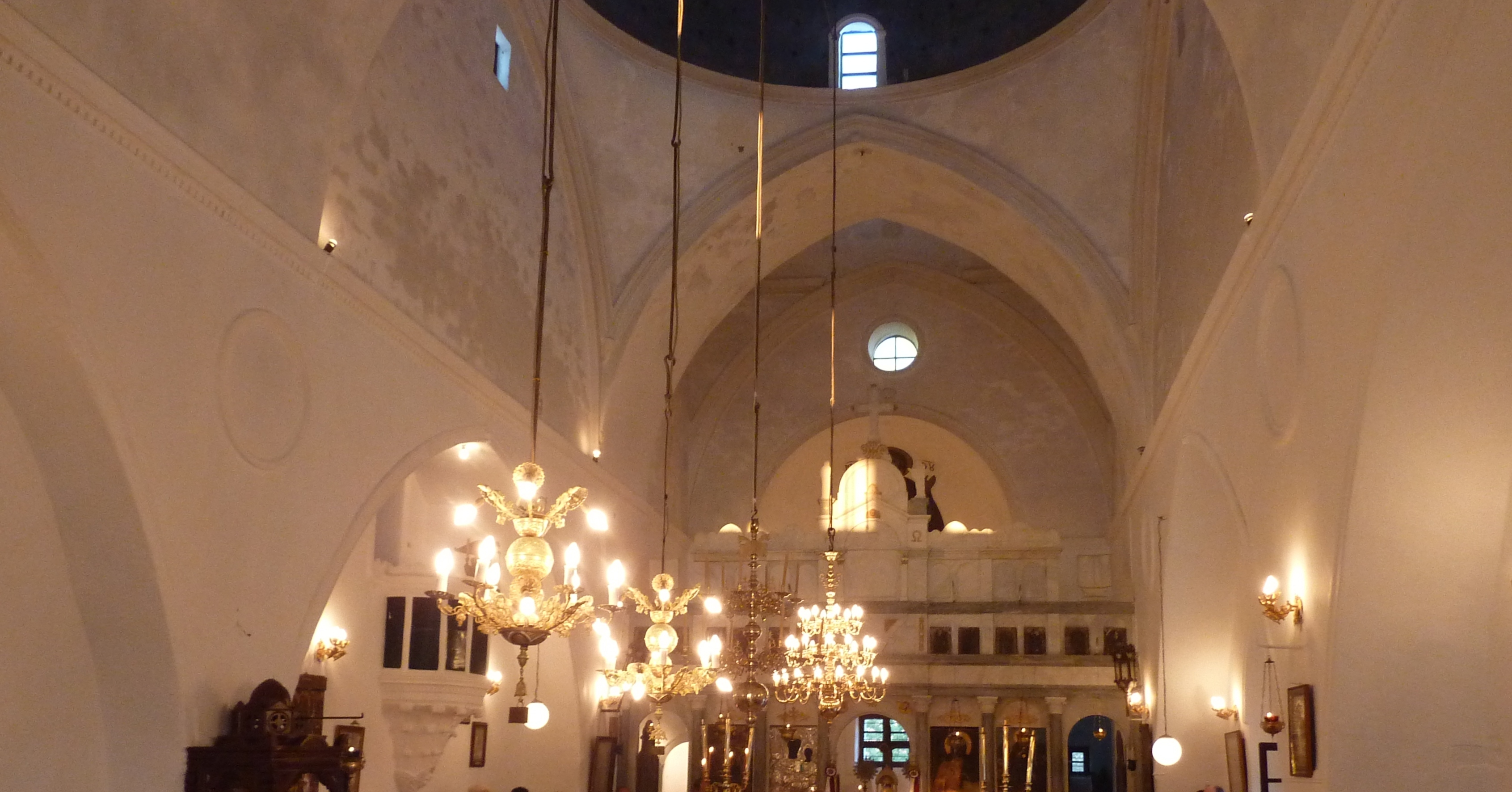
Kyrkans interiör.
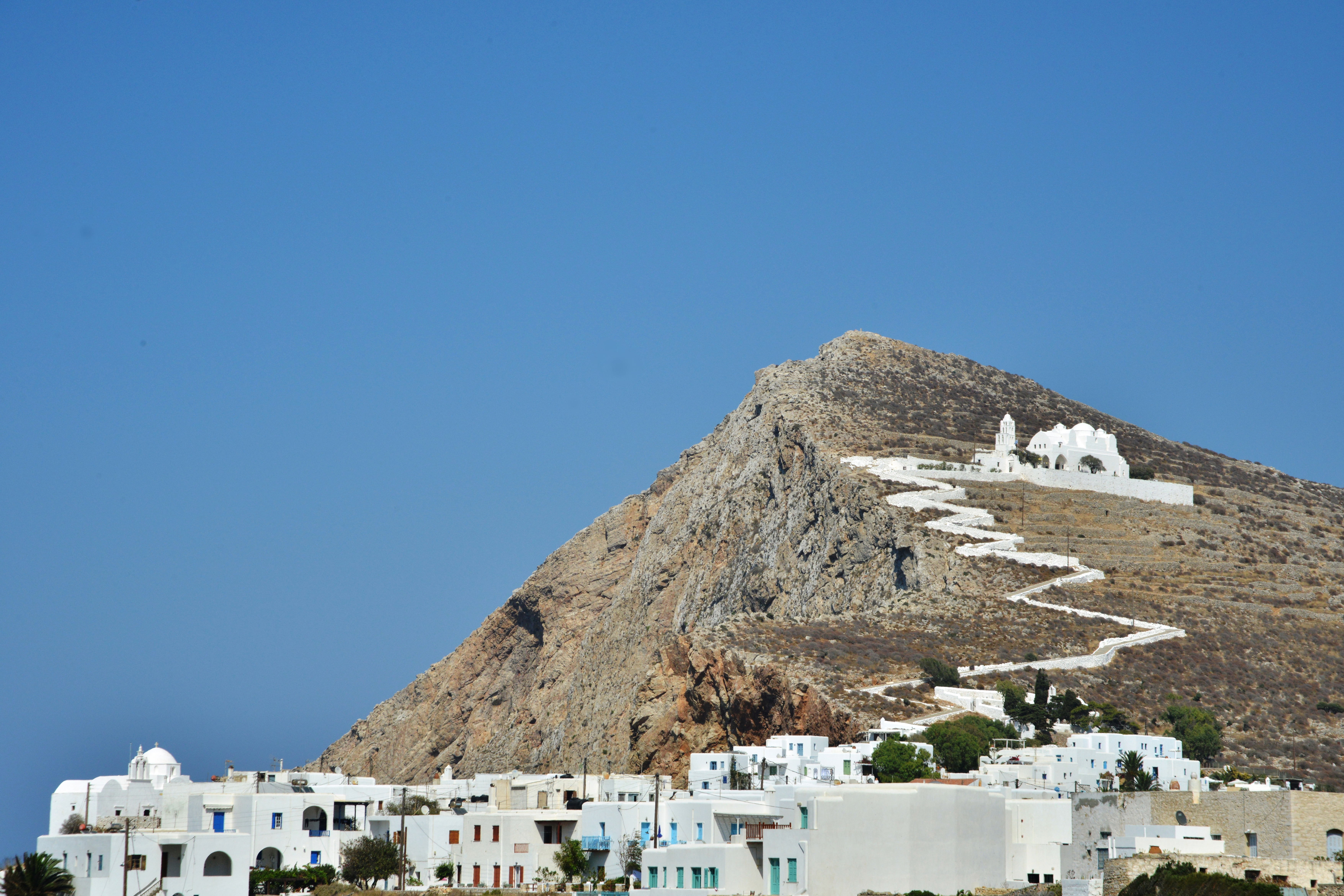
Vy över bergstoppen där kyrkan ligger (höger).